# Antarctica (песня)
«Antarctica» (с англ. — «Антарктида») — песня американского хип-хоп-дуэта Suicideboys, выпущенная 26 января 2016 года в качестве ведущего сингла с их микстейпа Dark Side of the Clouds (2016). В песне используются семплы из «I Remember» продюсеров и диджеев Дедмауса и Kaskade.

## Разногласия
В сентябре 2016 года Дедмаус обвинил Suicideboys в нарушении авторских прав и заявил, что они «публикуют интеллектуальную собственность других людей без их согласия». Песня была удалена с YouTube и SoundCloud, но семпл был в конечном итоге удалён спустя годы, после чего «Antarctica» была переиздана на стриминговых сервисах 3 сентября 2021 года.

## Сертификации
| Регион                                                                      | Сертификация | Продажи   |
| --------------------------------------------------------------------------- | ------------ | --------- |
| США (RIAA)                                                                  | Платиновый   | 1 000 000 |
| Данные о продажах + прослушиваниях приведены только на основе сертификации. |              |           |